# اوتیسکو، میشیگان
اوتیسکو (به انگلیسی: Otisco Township) یک منطقهٔ مسکونی در ایالات متحده آمریکا است که در شهرستان آیونیا، میشیگان واقع شده‌است.
 اوتیسکو ۸۲٫۹ کیلومتر مربع مساحت و ۲٬۲۴۳ نفر جمعیت دارد و ۲۵۰ متر بالاتر از سطح دریا واقع شده‌است.